# J. J. Johnson
J. J. Johnson (22. ledna 1924 Indianapolis, Indiana, USA – 4. února 2001 tamtéž) byl americký jazzový pozounista a hudební skladatel. Nejprve začal hrát na klavír a až ve svých čtrnácti letech přešel k pozounu. V roce 1942 se stal členem souboru klavíristy Snookum Russella. V letech 1942–1945 byl členem orchestru Bennyho Cartera a následně byl rok členem big bandu Count Basieho. Vydal řadu alb pod svým jménem a hrál na albech jiných hudebníků, mezi které patřili Cannonball Adderley, Sonny Stitt, Lalo Schifrin, Dizzy Gillespie, Miles Davis nebo Kenny Burrell.
V roce 1996 získal ocenění NEA Jazz Masters.
Byla mu diagnostikována rakovina prostaty, z čehož se vyléčil. V únoru 2001se však zastřelil.